# Борисовский сельсовет (Алтайский край)
Борисовский сельсовет — упразднённое муниципальное образование со статусом сельского поселения и административно-территориальное образование в Залесовском районе Алтайского края России. Административный центр — село Борисово.
С 1 апреля 2021 года Борисовский сельсовет как муниципальное и административно-территориальное образование упразднён в связи с преобразованием Залесовского муниципального района в муниципальный округ.

## Население
| 1997  | 1998  | 1999  | 2000  | 2001  | 2002  |
| ----- | ----- | ----- | ----- | ----- | ----- |
| 1509  | ↘1489 | ↗1507 | ↘1468 | ↘1385 | ↘1306 |
| 2003  | 2004  | 2005  | 2006  | 2007  | 2008  |
| ↘1276 | ↘1231 | ↘1197 | ↘1178 | ↘1169 | ↘1158 |
| 2009  | 2010  | 2011  | 2012  | 2013  | 2014  |
| ↘1156 | ↘1012 | ↘1010 | ↘965  | ↘932  | ↘902  |
| 2015  | 2016  | 2017  | 2018  | 2019  | 2020  |
| ↘867  | ↘838  | ↘818  | ↘795  | ↘774  | ↘750  |
| 2021  |       |       |       |       |       |
| ↘714  |       |       |       |       |       |

По результатам Всероссийской переписи населения 2010 года, численность населения муниципального образования составила 1012 человек, в том числе 500 мужчин и 512 женщин. Оценка Росстата на 1 января 2012 года — 965 человек.

## Населённые пункты
В состав сельского поселения входит 3 населённых пункта:
- село Борисово,
- посёлок Никольский,
- посёлок Пролетарская Крепость.